# Öradtjärnen (Leksands socken, Dalarna, 671835-143380)
Öradtjärnen är en sjö i Leksands kommun i Dalarna och ingår i Dalälvens huvudavrinningsområde.